# ジョージ・ウィンドル・リード・ジュニア
ジョージ・ウィンドル・リード・ジュニア（George Windle Read, Jr., 1900年7月29日 - 1974年12月15日）は、アメリカ合衆国の軍人、ポロ選手。第二次世界大戦におけるアメリカ陸軍機甲部隊指揮官の1人として名を知られ、後に陸軍機甲総監（Chief of Armor）を務めた。

## 若年期
1900年、アリゾナ州フォート・グラントにて生を受ける。父は後に第一次世界大戦におけるアメリカ外征軍指揮官の1人として名を知られることとなるジョージ・ウィンドル・リード陸軍少将で、また祖父は初代陸軍参謀総長を務めたS.B.M・ヤング陸軍中将だった。

## 第一次世界大戦
リードは父の勤務に伴いアメリカ本土各地の軍事基地を転々としながら過ごし、1917年5月には自らも陸軍入隊を果たした。第一次世界大戦中は第15騎兵連隊、第30および第42歩兵師団に勤務し、軍曹まで昇進した。

## 第一次世界大戦後
1919年、歩兵科少尉に昇進。まもなくして兵科を騎兵に移し、1921年には陸軍騎兵学校基礎課程を修了した。
1920年代から1930年代にかけて、リードはアメリカ本土および海外の各地で勤務した。1922年から1925年には父の副官としてフィリピンに派遣されている。
また、1920年代から1930年代には、陸軍が支援するチームに所属するポロ選手としても活動しており、複数のトーナメントに参加している。
1937年に騎兵学校正規課程を修了した後は中東に派遣され、パレスチナにおける観戦武官、カイロに拠点を置く機甲部隊委員会（Armored Force Board）の委員などを歴任した。

## 第二次世界大戦

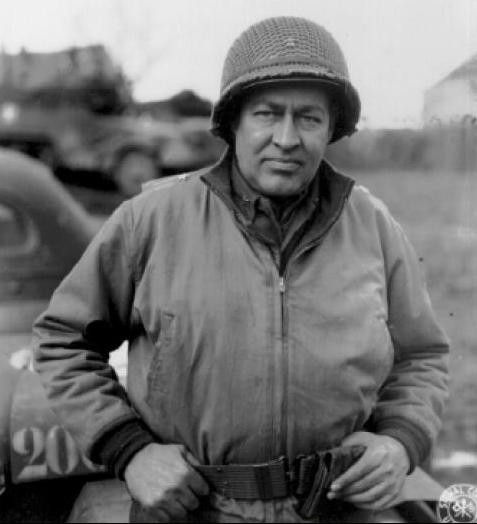
第二次世界大戦中のリード

1941年に陸軍指揮幕僚大学を卒業し、第6機甲師団に訓練・作戦担当士官（G-3）として配属される。
リードは第二次世界大戦を通じて第6機甲師団の一員としてヨーロッパ戦線に勤務し、第68戦車連隊長、第6機甲師団B機甲団（Combat Command B）長、師団長補などを歴任し、1945年4月から5月、および7月から師団が非活性化される9月までは師団長を務めている。

## 第二次世界大戦後
1940年代末、リードはジョージア州フォート・ベニングにて設置された第3地上軍委員会（Army Ground Forces Board 3）で議長を務めた。同委員会は陸軍が新たな兵器や装備のテストや調達検討を行うために設置した地上軍委員会の1つだった。
1948年から1950年、保安隊（在独米軍の治安部隊）にて兵站担当幕僚補（G-4）を務める。
1950年代初頭、西ドイツにて保安隊第1旅団長を務める。
1952年4月から1953年4月、第2機甲師団長を務める。
1953年、ケンタッキー州の陸軍機甲センター・機甲学校の司令官に就任し、1955年まで務めた。
その後、1957年まで南部欧州連合軍司令官を務める。
1957年には第2軍司令官に就任し、1960年に退役するまで務めた。

## 受章
リードはアメリカ軍人として、陸軍殊勲章、銀星章、レジオン・オブ・メリット、銅星章などを受章している。
また、海外勲章としてはレジオンドヌール勲章および椰子葉付戦功十字章（フランス）、戦功十字章（ベルギー）、不死鳥勲章大十字章（ギリシャ）などを受章している。

## 退役後
退役後はカリフォルニア州サンタクルーズ郡アプトスに暮らした。1974年12月15日、フォート・オード内のシラス・B・ヘイズ記念陸軍病院にてリンパ性白血病により死去した。遺体はアーリントン国立墓地に埋葬された。